# Передсердя

Серце

Передсе́рдя (лат. atrium, букв. — «передня кімната, атріум») — відділ серця, у який надходить кров з вен.
У риб одне передсердя, у яке надходить венозна (дезоксигенована) кров; в інших хребетних воно поділяється поздовжньою міжпередсердною перегородкою (septum interatriale) на дві частини: праве передсердя і  ліве передсердя. У праве передсердя надходить венозна (дезоксигенована) кров з великого кола кровообігу (у амфібій вона частково оксигенована, оскільки від шкірних вен надходить оксигенована кров у велике коло кровообігу). У ліве передсердя надходить артеріальна (оксигенована) кров по легеневих венах малого кола кровообігу.
На шлуночки і передсердя також розділене серце молюсків. Мінімальна кількість передсердь — одне (у більшості черевоногих), максимальне — чотири (у наутилуса і моноплакофор). У передсердя молюсків надходить оксигенована кров від органів дихання.